# 北平四九惨案
北平四九惨案是1948年4月9日北平警備司令部發起的一場抓捕北京大學學生的事件。事後招致師生抗議。此為1949年前在北平的最后几次中國學生運動之一。

## 历史
1948年3月，北平警備司令部宣稱「北平學聯」是中國共產黨組織，將要查禁。1948年4月初，北大、清华等大学学生抗議查禁命令，並举行总罢课。而同時又物價飛漲，北大、清華的講師、助教不滿待遇，也發動罷工，要求給予合理待遇。4月8日深夜，北平警備司令部通知北大教務長鄭天挺，指名索要北大学生自治会理事柯在鑠等學生十二名，限天明交出，否則入校逮捕。北大的學生得知後，來到校內民主廣場，把北平警備司令部要捉拿的學生圍住，準備抗拒抓捕。北大校當局於是與北平警備司令部接頭，北平警備司令部同意改讓法院傳訊學生，於是在廣場的學生各自散去。
4月9日清晨，兩輛大卡車上的四十餘名军警突然衝入北大師院學生宿舍，打伤並逮捕8名学生。北大师院师生得知後集会抗議國民政府，并與其他院校师生六七千人到北平行辕请愿，要求释放被捕学生、严惩凶手。南京国民政府最終释放了被捕学生。